# Roman Golanowski
Roman Golanowski (ur. 14 stycznia 1969 we Wrocławiu) – polski lekkoatleta, specjalista skoku w dal, olimpijczyk z 1992.

## Osiągnięcia
Wystąpiła w skoku w dal na igrzyskach olimpijskich w 1992 w Barcelonie, ale odpadł w eliminacjach. Zajął 6. miejsce w finale B pucharu Europy w 1991 w Barcelonie oraz 8. miejsce w Superlidze pucharu Europy w 1993 w Rzymie.
Trzykrotnie zdobywał mistrzostwo Polski w skoku w dal: w 1992, 1993 i 1994, a w 1991 i 1995 był wicemistrzem. Był również halowym wicemistrzem Polski w 1995. Pięć razy startował w meczach reprezentacji Polski. Reprezentował klub Śląsk Wrocław.

## Rekordy życiowe
Jego rekord życiowy wynosi 8,09 m (12 czerwca 1992, Grudziądz) – 12. wynik w historii polskiej lekkoatletyki (stan na maj 2021).